# Aerodramus whiteheadi
La salangana de Whitehead o rabitojo de Whitehead (Aerodramus whiteheadi) es una especie de ave apodiforme de la familia Apodidae endémica de Filipinas.

## Distribución
Se encuentra únicamente en las selvas de las islas principales de Filipinas, Luzón y Mindanao.

## Subespecies
Se reconocen las siguientes:
- A. w. whiteheadi (Ogilvie-Grant, 1895) - Monte Data (norte de Luzón)
- A. w. origenis (Oberholser, 1906) - Montes Apo, Kitanglad y Matutum (Mindanao)